# Кінлей Вангчук
Кінлей Вангчук (нар. 10 квітня 1986, Бутан) — бутанський футболіст, захисник клубу «Транспорт Юнайтед» та національної збірної Бутану.

## Клубна кар'єра
Футбольну кар'єру розпочав 2008 року в клубі «Єедзін». У 2010 році перейшов до «Друк Стар». У 2012 році знову захищав кольори «Єедзіну», проте по ходу сезону повернувся до «Друк Стар». З 2014 по 2015 рік знову грав за «Єедзін». По ходу сезону 2015 року повернувся до «Друк Стар». З 2019 року захищає кольори «Транспорт Юнайтед».

## Кар'єра в збірній
У футболці національної збірної Бутану дебютував 2009 року.